# Sint-Catharinakerk (Visby)
De Sint-Catharinakerk (Zweeds:Sankta Katarinakyrkoruin of Sankta Karin(s) kyrkoruin) , (Deens:Sankt Katarina Kirkeruinen) , (Duits:Sankt-Katarinenkirche(nruinen) is een Kerkruïne in de Zweedse en historisch Deense hanzestad Visby/ Wisby op het eiland Gotland. De vroegere kloosterkerk van het franciscanenklooster werd in 1250 ingewijd en werd gebouwd in de stijl van de Gotiek. Dit klooster vormde een moederklooster voor een aantal dochterkloosters op het Zweedse vasteland. Dit waren de franciscanenkloosters van Enköping, Skara, Söderköping, Uppsala en Stockholm. De Sint-Catharina kerk is de best bewaarde ruïnekerk van Visby / Wisby.
Volgens de regels van de Orde der Franciscanen werd de kloosterkerk gebouwd door een enkel schip met een kruisgewelf. Aan het begin van de 14e eeuw werd ze omgevormd tot een driebeukige hallenkerk met een aanvankelijk een overhellend koor naar het model van de Dominicaanse Sint-Nicolaaskerk. 
Rond 1388 vond er  restauratie aan het koor. Rond 1400 werden ook de gewelven van het kerkschip uitgebouwd maar stortten kort na hun constructie in en werden later uitgevoerd met baksteen. 
Het klooster bleef relatief bescheiden. Het aantal monniken lag waarschijnlijk rond het vereiste aantal van dertien. Na de Reformatie werden de monniken rond 1520 verjaagd en het klooster geseculariseerd.
De kerk werd in 1525 door de rivaliserende hanzestad Lübeck en haar militairen bestormd en vernietigd. Visby / Wisby was volgens hun te arrogant geworden. Hierna raakte de kerk in verval.
In de voormalige kloostergang is een permanente tentoonstelling over de middeleeuwse kerken van Visby / Wisby.

## Afbeeldingen

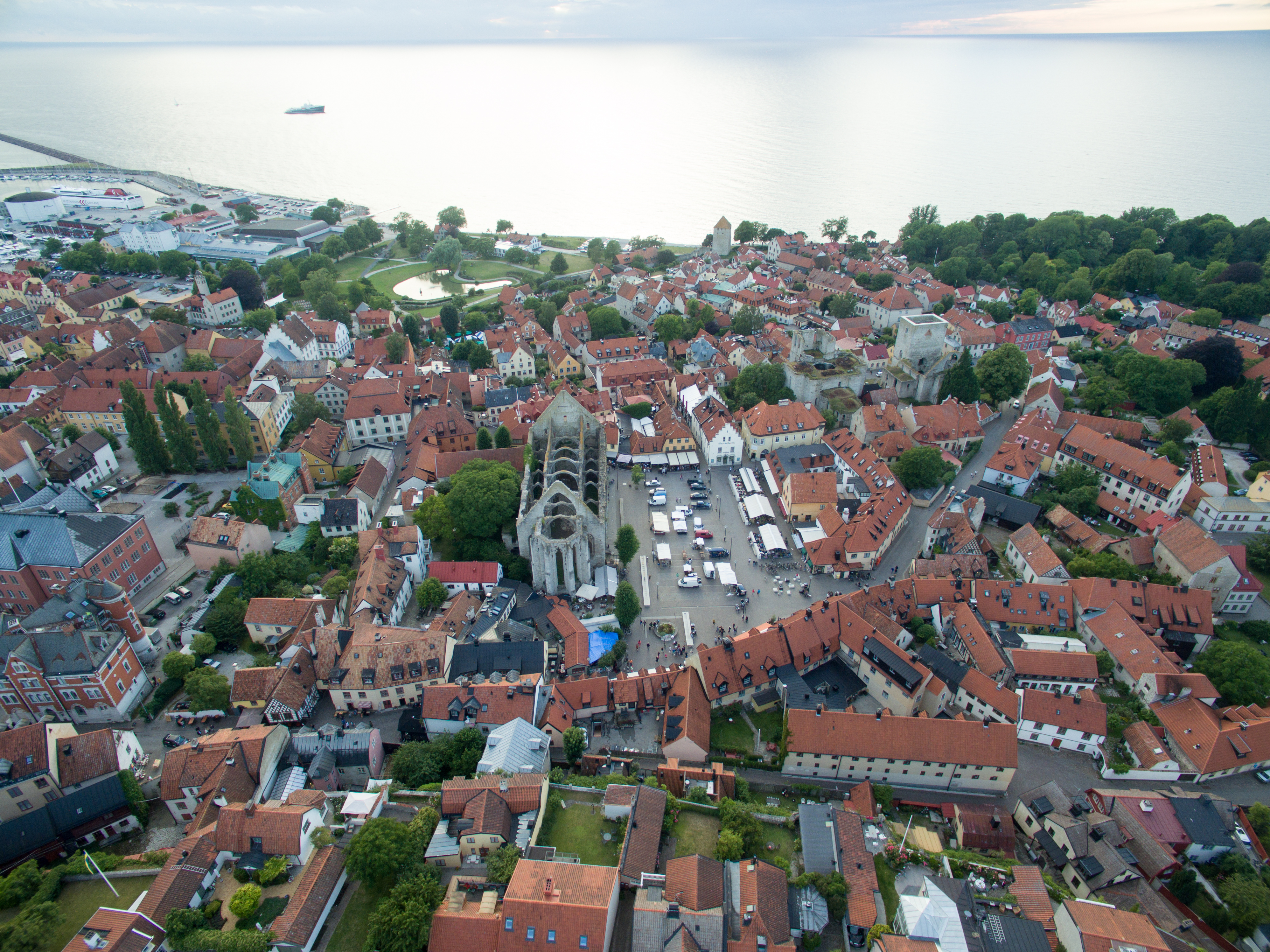
Overzichtsfoto van de Oude Markt waaraan naast de kerkruïnes zijn te vinden en op de achtergrond de Oostzee
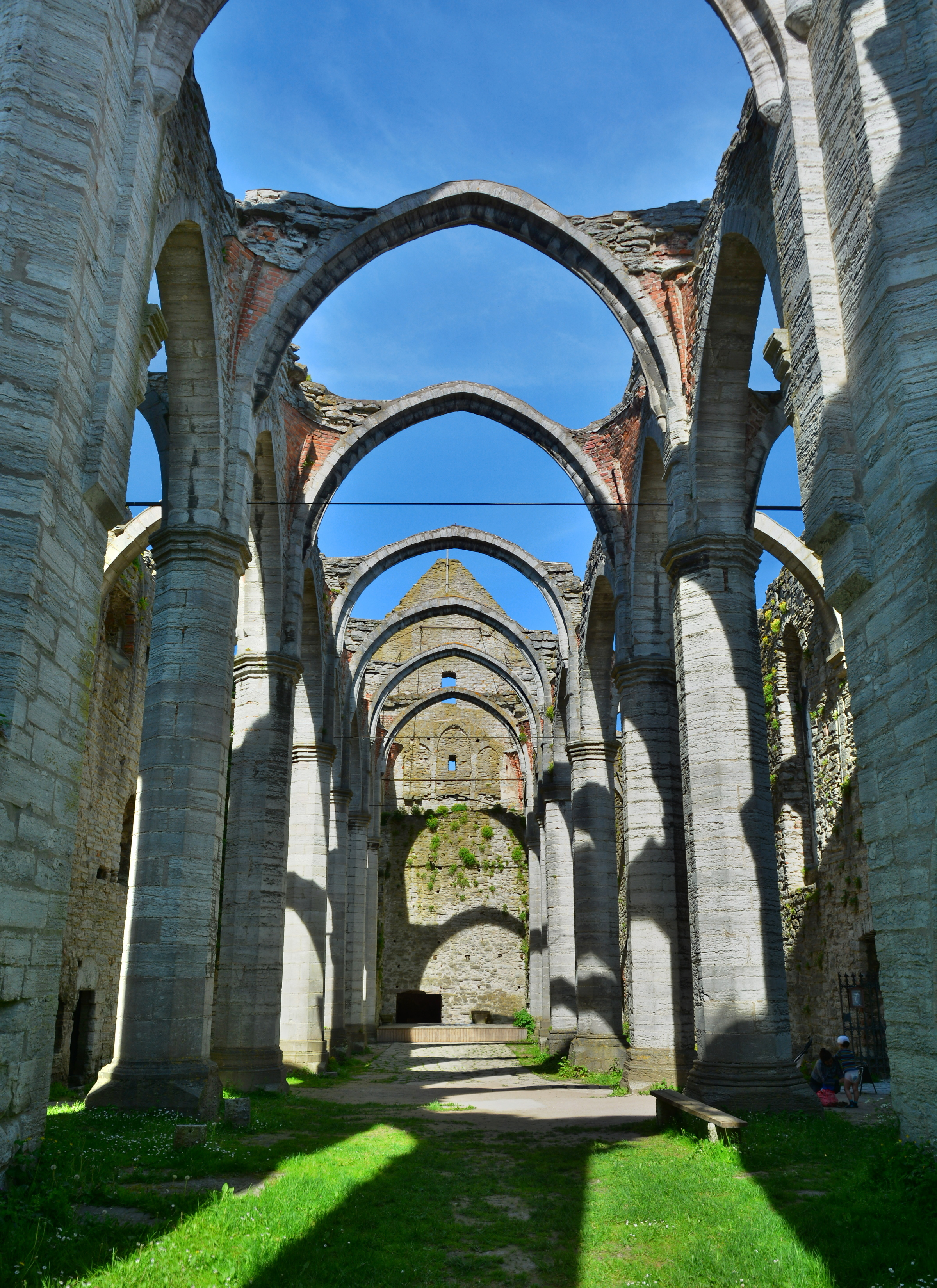
Het kerkschip
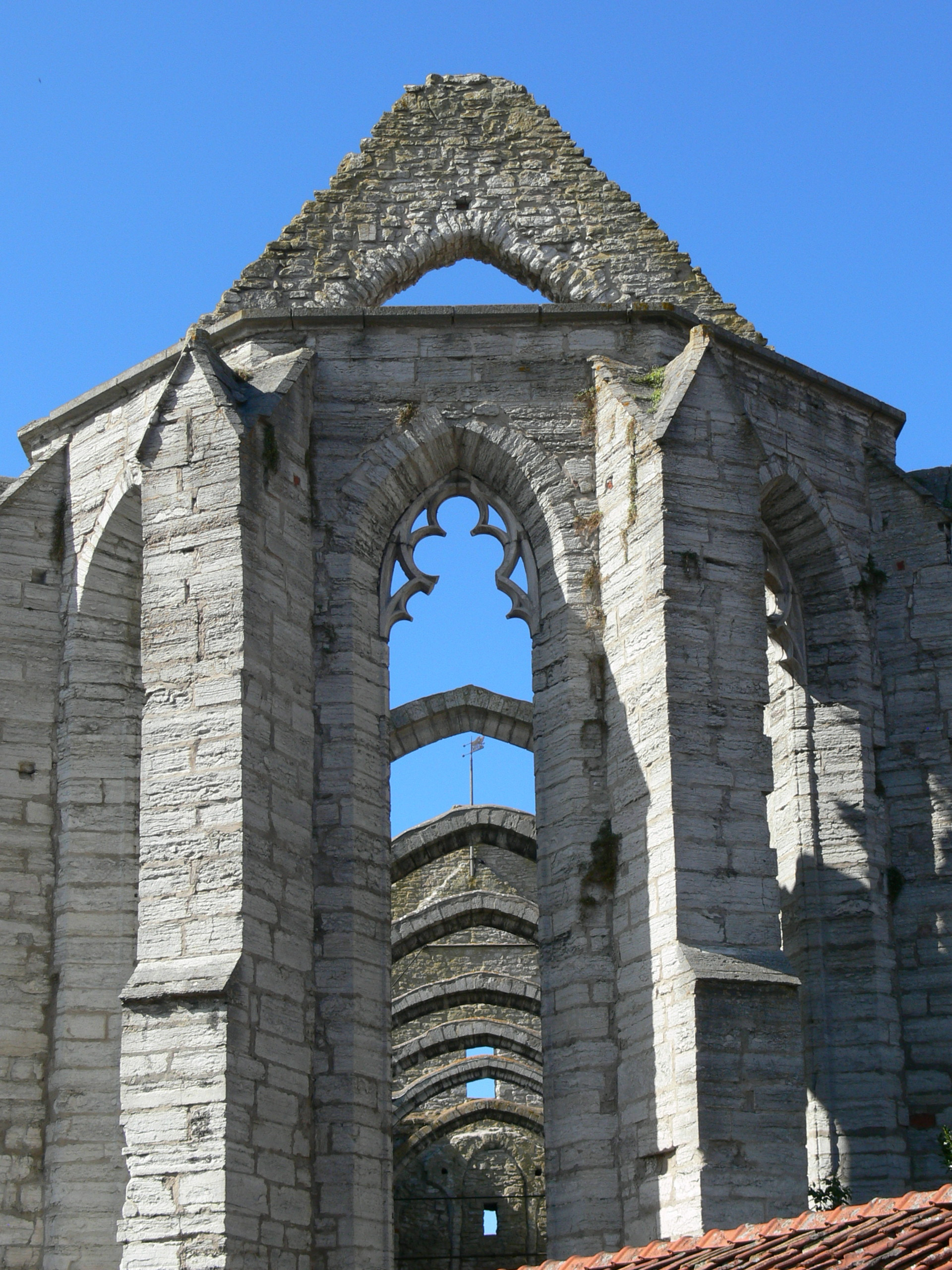
Deel van het koor van de kerk
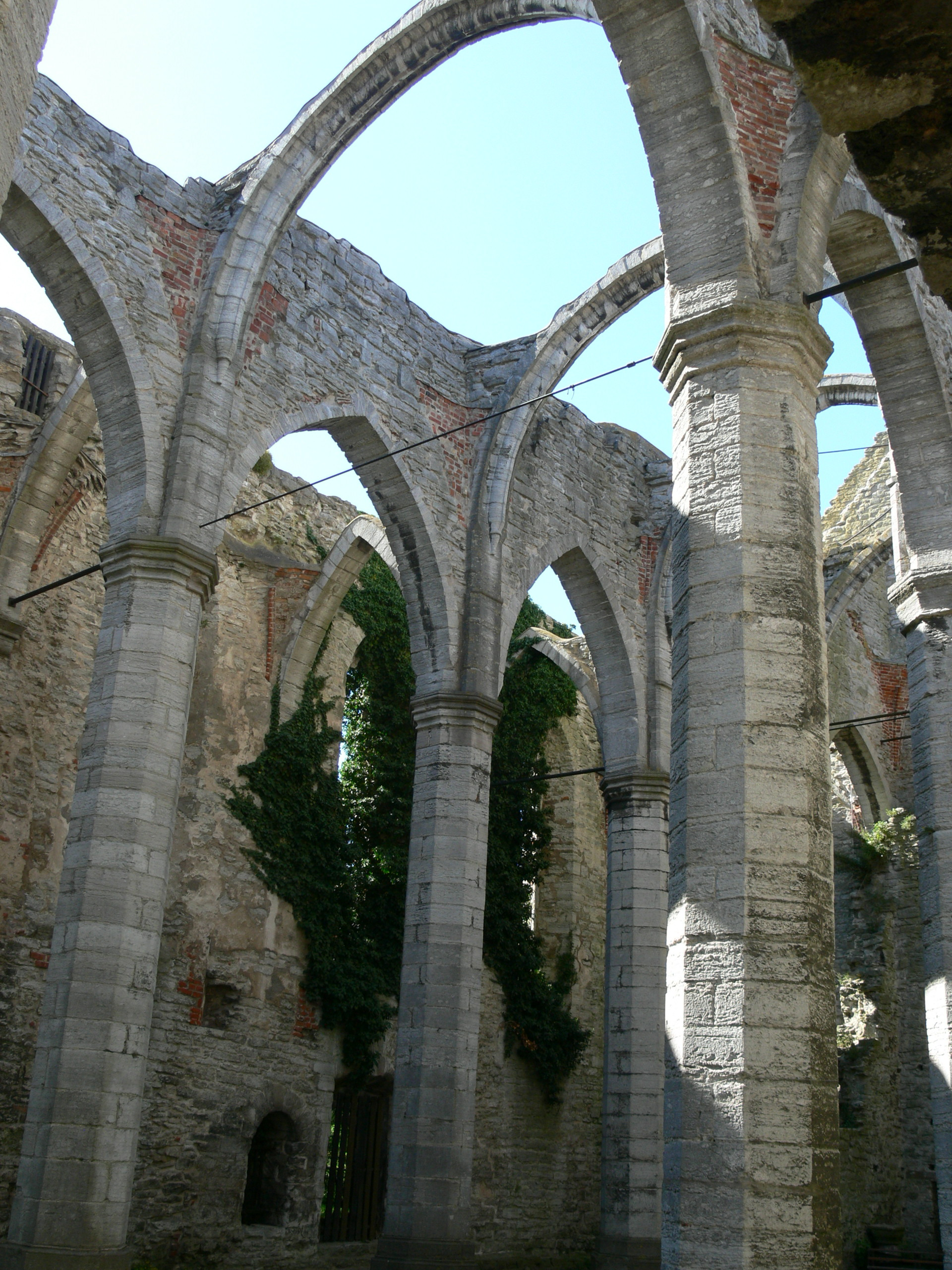
Begroeiing binnen de kerkruïne
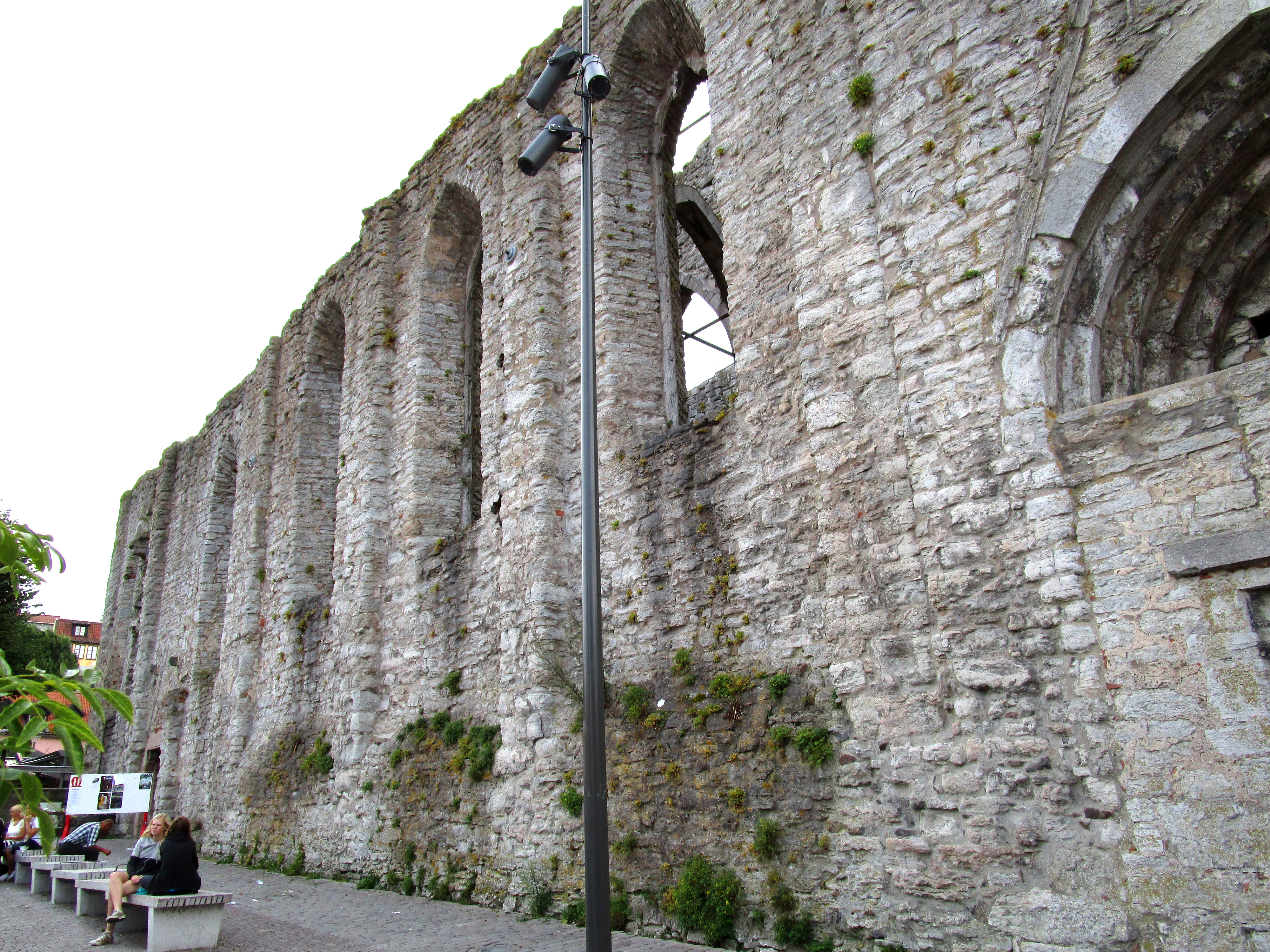
De ruïne vanaf de Oude Markt
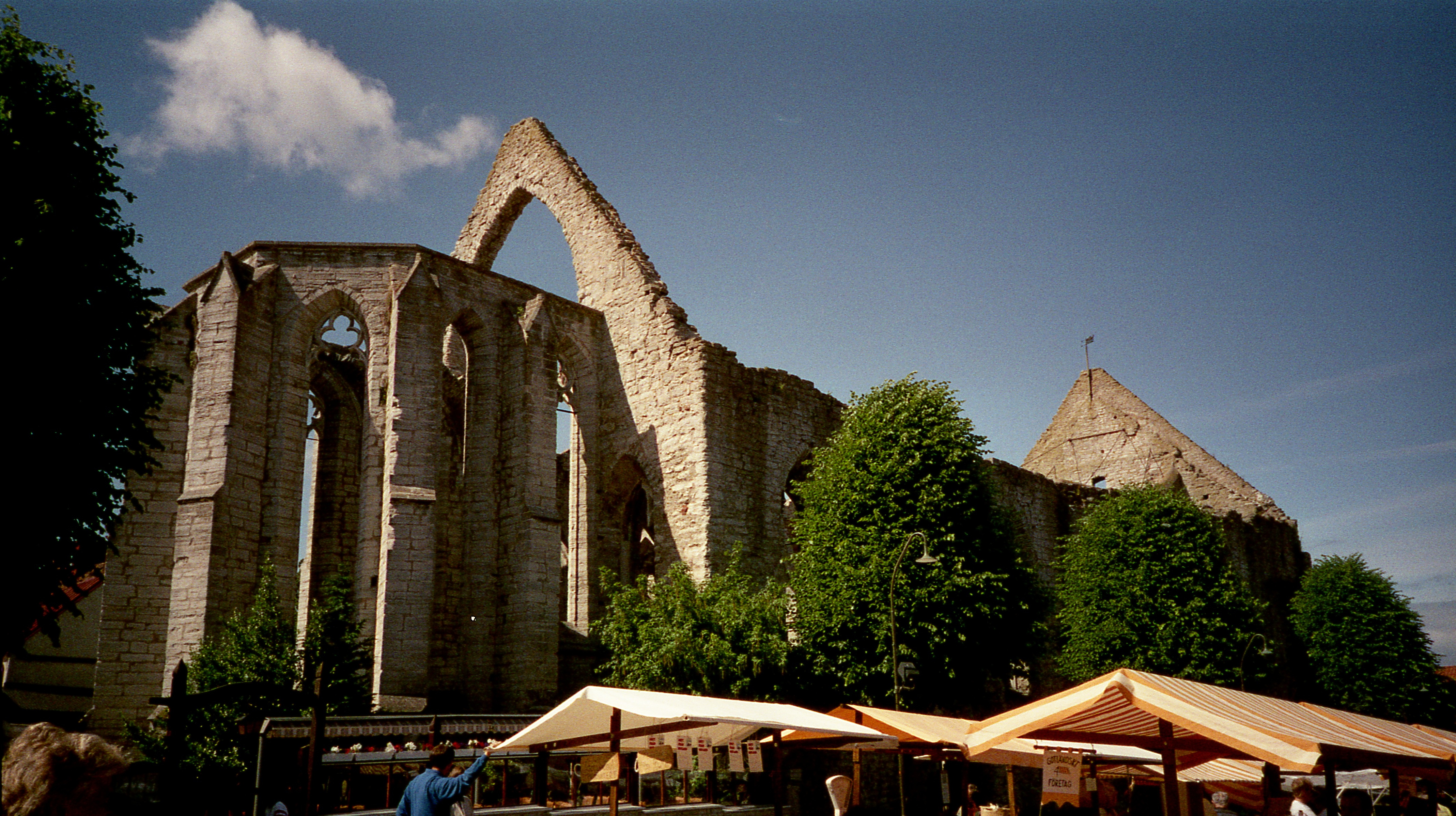
De kerkruïne met op de voorgrond een markt op de Oude Markt van Visby / Wisby
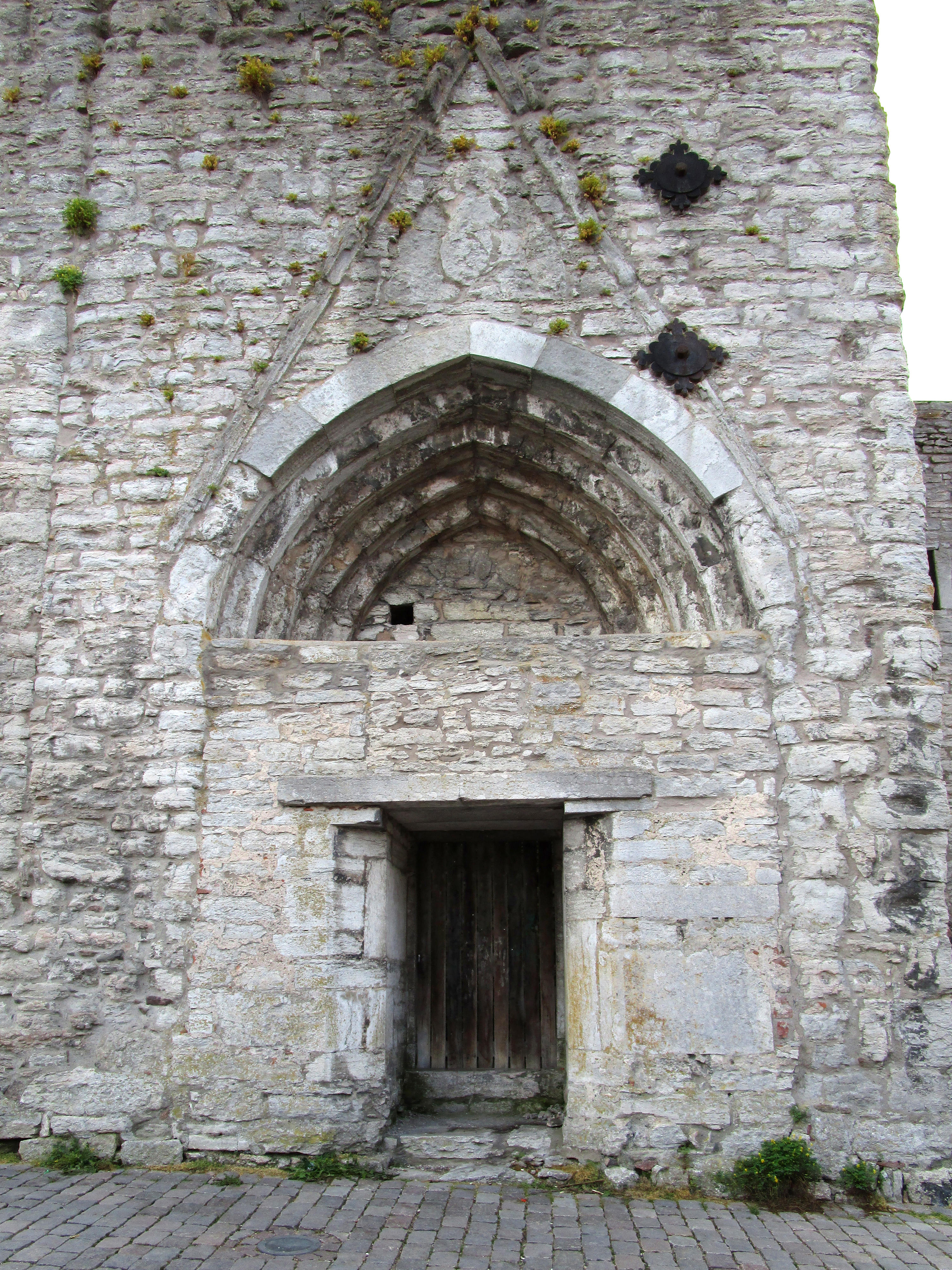
Portaal van de kerk
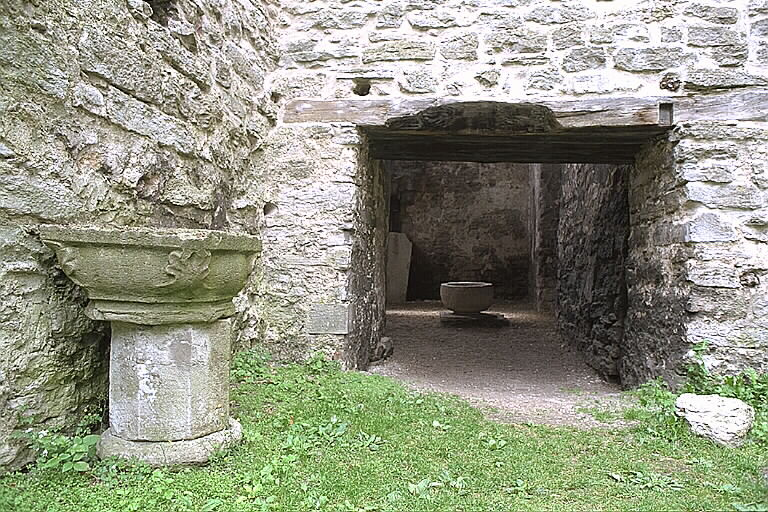
Doorkijkje naar de kloostergang waarop ook een paar doopvonten te zien zijn
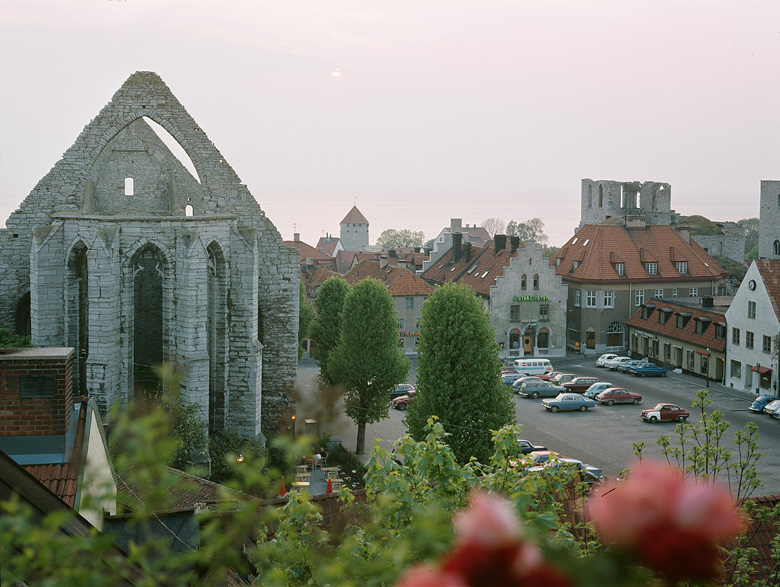
Een doorkijkje richting Oostzee waarop ook twee andere ruïnekerken te vinden zijn en waarop de Kruittoren (Visby) is afgebeeld
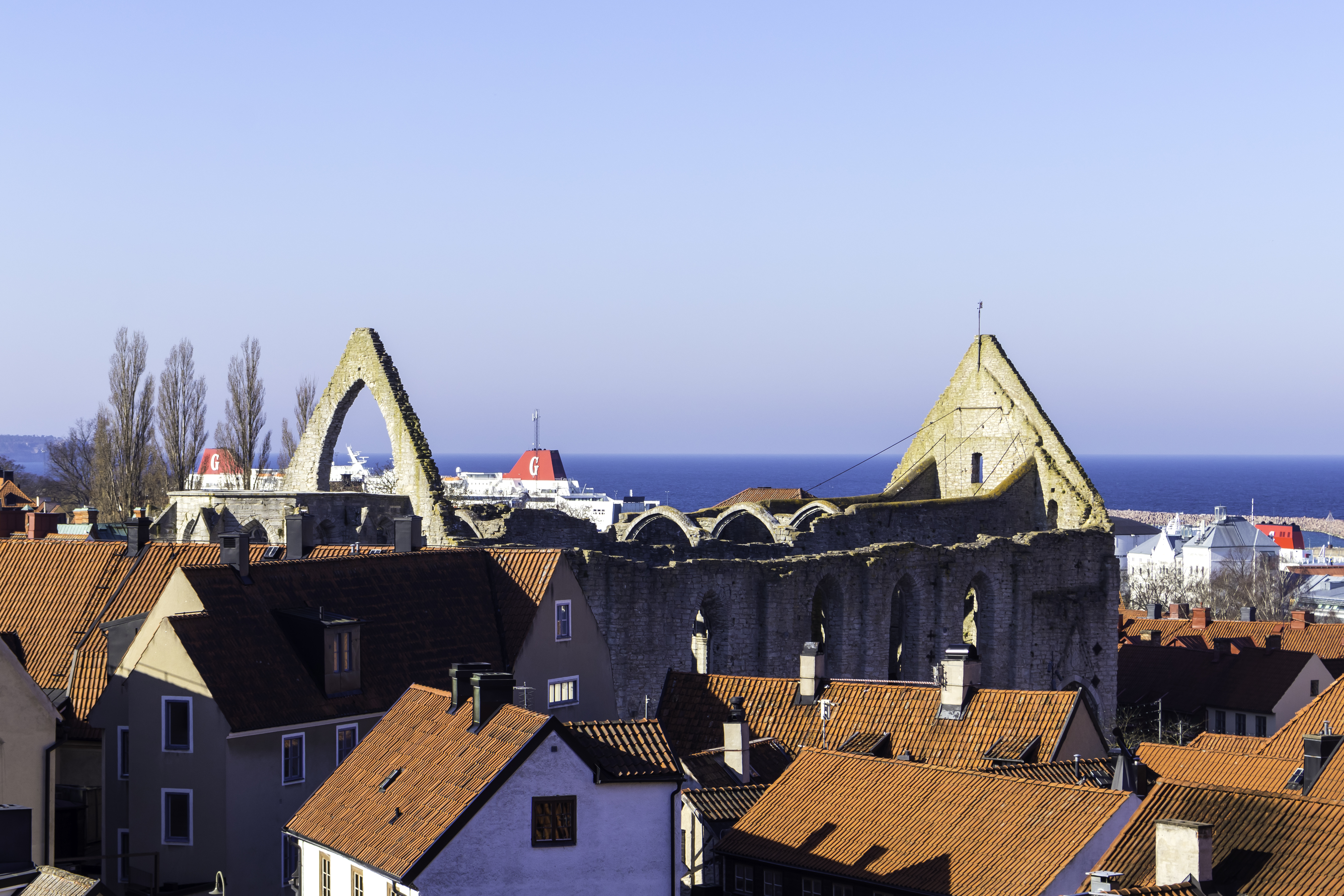
De kerkruïne en een doorkijkje richting de haven aan de Oostzee met de veerboot, richting het vaste land van Zweden